# Festival Eurovisão da Canção 2007
O Festival Eurovisão da Canção de 2007 (em inglês: Eurovision Song Contest 2007, em francês: Concours Eurovision de la chanson 2007 e em finlandês: Eurovision Laulukilpailu 2007) foi a 52.º edição do Festival Eurovisão da Canção e teve como data de realização os dias 10 de Maio (Semifinal) e 12 de Maio (Final) de 2007, na Finlândia, país vencedor da Eurovisão em 2006 com o grupo Lordi. O espaço que recebeu o evento é o Hartwall Areena, na Helsínquia, estando toda a organização a cargo da estação de televisão pública finlandesa Yle e da EBU, European Broadcasting Union. Jaana Pelkonen e Mikko Leppilampi foram os apresentadores desta edição da Eurovisão.
Em Março de 2006, anunciou-se que a qualificação para a final de 2007 mudaria relativamente aos anos precedentes, de modo que somente os 6 melhores países da final de 2006, juntamente com os 4 contribuintes financeiros da EBU (the Big Four) seriam qualificados automaticamente, e os restantes lugares seriam ocupados pelos 14 melhores países da semifinal de 2007. Entretanto, numa conferência de imprensa imediatamente antes da competição de 2006, a EBU indicou que estas mudanças ao sistema da qualificação não ocorreriam, mantendo-se assim o sistema dos anos anteriores, ou seja, 14 países (os 10 melhores países da final de 2006 e os Quatro Grandes) estão automaticamente qualificados para a final de 12 de Maio, os restantes países têm de participar numa semifinal que selecciona 10 países, que se juntam posteriormente aos 14 já apurados, perfazendo assim um total de 24 países participantes na final do festival.

## Formato

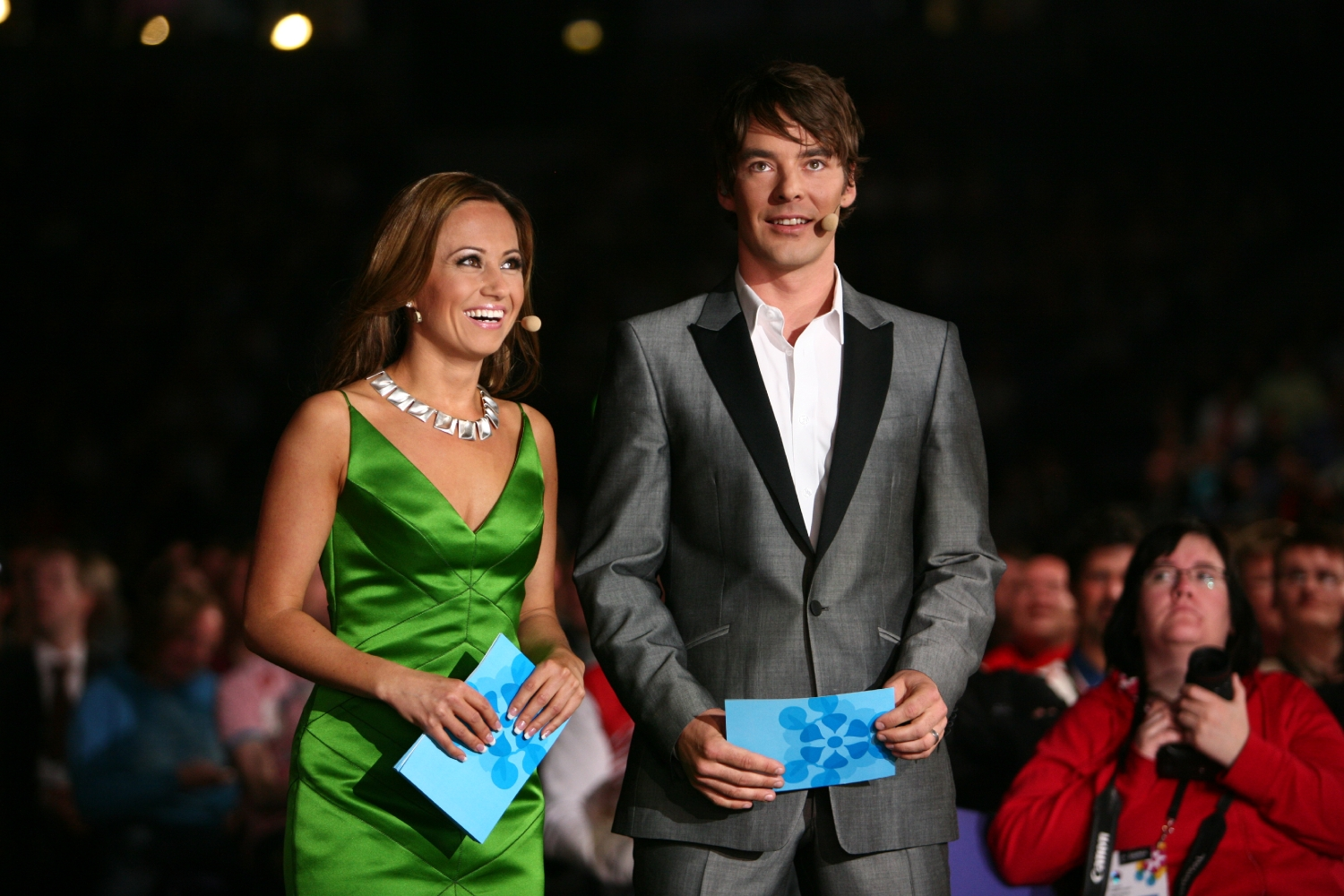
Os apresentadores Jaana Pelkonen e Mikko Leppilampi.

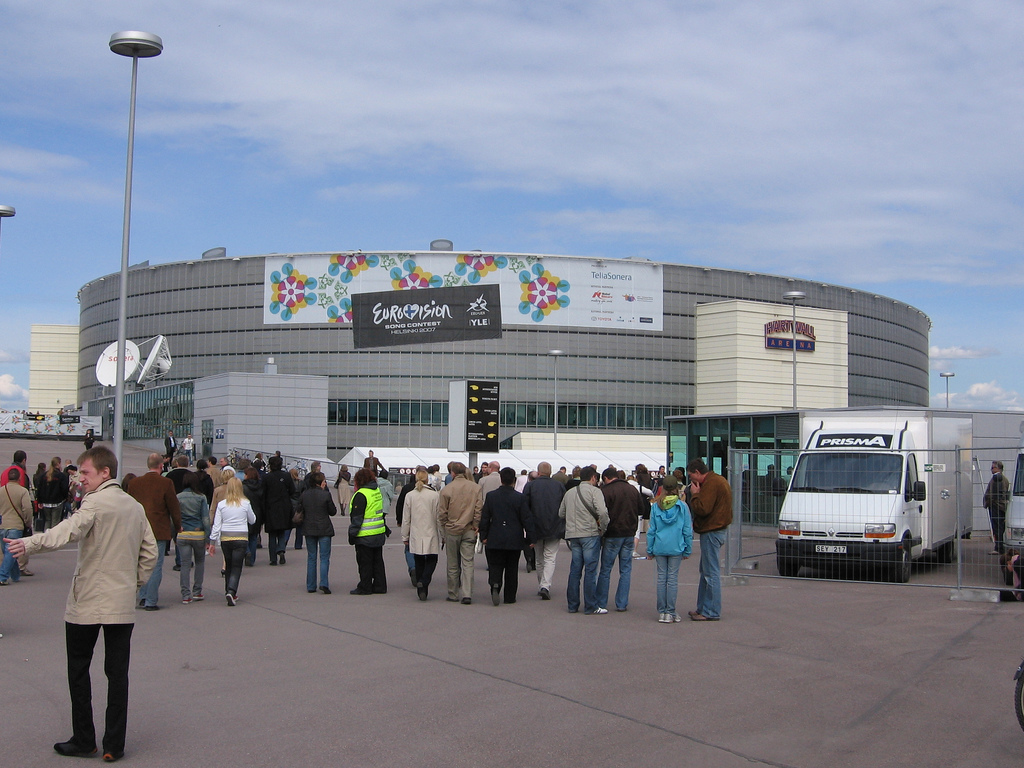
Hartwall Areena, the venue of ESC 2007.

A 12 de Março de 2007, os sorteios para a ordem de apresentação para o procedimento semi-final, final e a votação teve lugar. Um novo recurso permitiu cinco wild-card países a partir dos países semi-final e três do final para escolher a sua posição inicial. Os chefes de delegação subiu ao palco e escolheu o número que iria tomar. Na semi-final, a Áustria, Andorra, Turquia, Eslovénia e Letónia foram capazes de escolher suas posições. No final, Armênia, Ucrânia e Alemanha foram capazes de exercer esse privilégio. Todos os países optaram por dar pontos na segunda metade de ambas as noites. Logo após o sorteio, as entradas foram aprovadas pelo EBU, acabando com a possibilidade de desclassificação para a canção de Israel. O Reino Unido escolheu a sua entrada depois do prazo de limite, porque eles foram concedidos providência especiais da EBU.
O concurso viu algumas pequenas alterações ao voto de tempo. O vídeo síntese de compilação de todas as entradas, incluindo números de telefone foi mostrado duas vezes. O processo de votação foi a mesma de 2006, excepto havia 15 minutos para votar, um aumento de 5 na edição de 2006. No final, os resultados de cada país foram mais uma vez mostrado 1-7 pontos automaticamente na tabela e apenas 8, 10 e 12 pontos foram lidos pelos porta-vozes. Pela primeira vez, o vencedor foi premiado com uma promoção turnê pela Europa, visitando Dinamarca, Espanha, Suécia Holanda, Grécia e Alemanha. A turnê foi realizada entre 16 de maio e 21 de maio. O evento foi patrocinado pela European Communications Group TeliaSonera, e - como acontece com várias edições anteriores - Nobel Biocare. Apocalyptica actuaram no intervalo.

### Tema e Visual
O logotipo oficial da competição permaneceu o mesmo em 2006, a bandeira no centro do coração foi mudado para a bandeira finlandesa. A União Europeia de Radiodifusão e Yle anunciou que o tema para a edição de 2007 seria "Fantasy True", que abraçou a Finlândia e "Finnishness" em termos de polaridades associadas com o país.  The design agency Dog Design was responsible for the design of the visual theme of the contest which incorporated vibrant kaleidoscopic patterns formed from various symbols including exclamation marks and the letter F.o palco era em forma de um kantele, um instrumento tradicional da Finlândia. Em 20 Fevereiro 2007 um site oficial reformulado para o concurso foi lançado marcando a primeira exposição pública do tema deste ano. Um CD oficial e DVD foram lançados (mas não HD DVD ou Blu-ray, apesar de o evento ser transmitido em alta definição pela primeira vez). Um livro de fãs oficial também foi lançada. Os temas dos cartões postais (vídeos curtos entre os atos) eram histórias curtas acontecendo em diferentes lugares da Finlândia. De salientar ter sido o primeiro festival Eurovisivo com acabamentos em HD, sendo a sua maioria gravado em Alta Definicao.

## Sistema de Votação
O sistema de votação foi efectuado por televoto, onde cada país votou nas suas dez canções preferidas, numa pontuação que vai de 1 a 7, e 8, 10 e 12 pontos. A votação por televoto, foi efectuada em ambas as semifinais e na final, porém nas semifinais, havia um sistemade júris, que escolheram o décimo país que passaria directamente à final.

## Países participantes

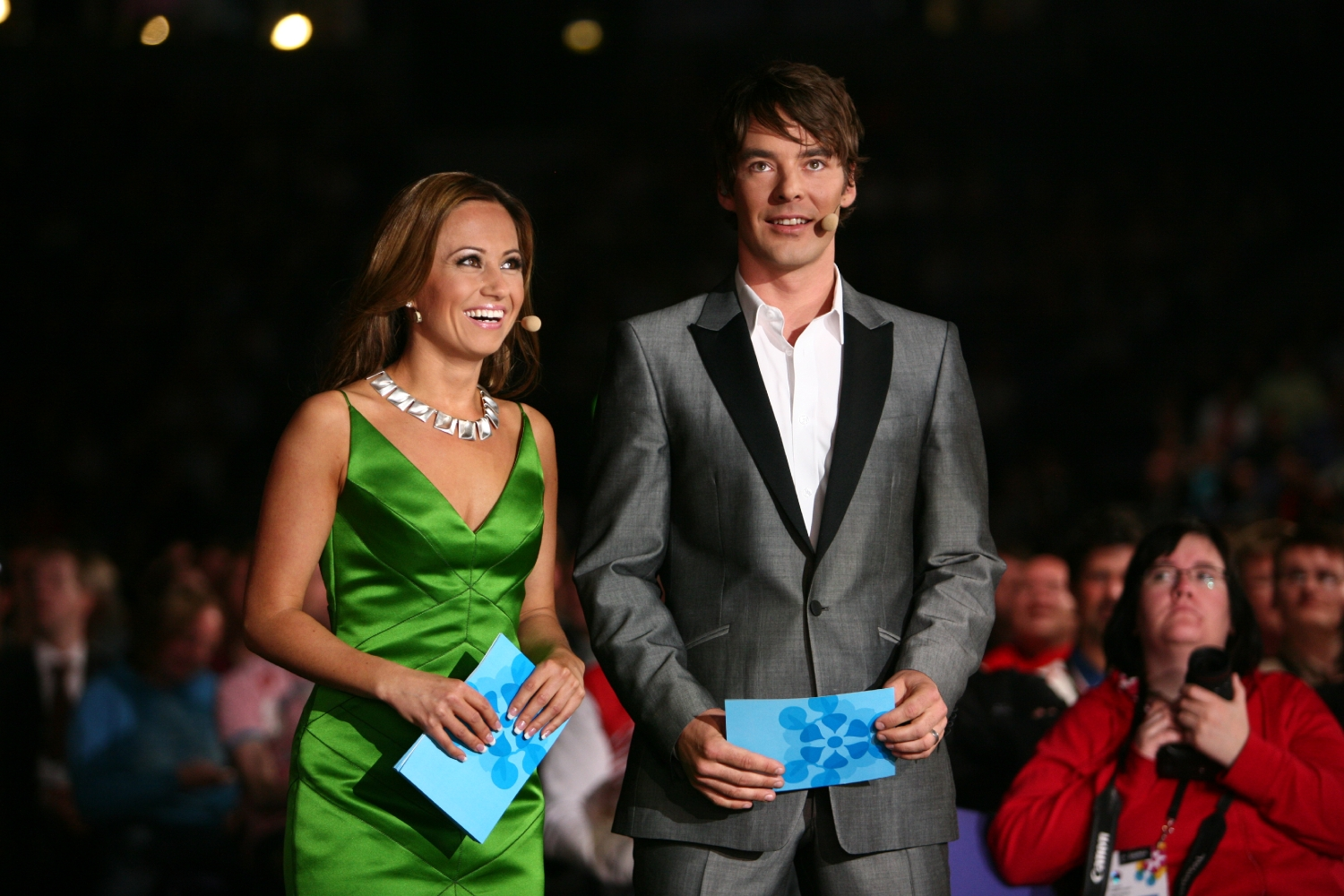
Jaana Pelkonen e Mikko Leppilampi foram os anfitriões do Festival Eurovisão da Canção 2007.

Novas entradas:
- Geórgia
- Mónaco
- Chéquia
- Sérvia

Re-entradas:
- Áustria
- Hungria

| País                 | Título original da Canção        | Artista                                                     | Processo                             | Data da Selecção                                              |
| País                 | Tradução em Português            | Idiomas de Interpretação                                    | Processo                             | Data da Selecção                                              |
| -------------------- | -------------------------------- | ----------------------------------------------------------- | ------------------------------------ | ------------------------------------------------------------- |
| Albânia              | "Hear my plea"                   | Aida Ndoci & Frederik Ndoci                                 | Festivali i Këngës 2007              | 23 de Dezembro de 2006                                        |
| Albânia              | Ouve a minha suplica             | língua inglesa & Albanês                                    | Festivali i Këngës 2007              | 23 de Dezembro de 2006                                        |
| Alemanha             | "Frauen regier'n die Welt"       | Roger Cicero                                                | Grand Prix Vorentscheid 2007         | 8 de Março de 2007                                            |
| Alemanha             | As mulheres governam o mundo     | Alemão                                                      | Grand Prix Vorentscheid 2007         | 8 de Março de 2007                                            |
| Andorra              | "Salvem el món"                  | Anonymous                                                   | Selecção Interna de 2007             | 15 de Janeiro de 2007                                         |
| Andorra              | Salvemos o mundo                 | língua inglesa & Catalão                                    | Selecção Interna de 2007             | 15 de Janeiro de 2007                                         |
| Arménia              | "Anytime you need"               | Hayko                                                       | ARMTV Eurovision 2007                | 25 de Fevereiro de 2007                                       |
| Arménia              | Sempre que precisares            | língua inglesa & Arménio                                    | ARMTV Eurovision 2007                | 25 de Fevereiro de 2007                                       |
| Áustria              | "Get a life, get alive"          | Eric Papilaya                                               | Selecção Interna de 2007             | 20 de Fevereiro de 2007                                       |
| Áustria              | Arranja uma vida, vive           | língua inglesa                                              | Selecção Interna de 2007             | 20 de Fevereiro de 2007                                       |
| Bélgica              | "Love Power"                     | The KMG's                                                   | Selecção Interna de 2007             | 20 de Fevereiro de 2007                                       |
| Bélgica              | O poder do amor                  | língua inglesa                                              | Selecção Interna de 2007             | 20 de Fevereiro de 2007                                       |
| Bielorrússia         | "Work your magic"                | Dmitry Koldun                                               | Eurofest 2007                        | 22 de Janeiro de 2007                                         |
| Bielorrússia         | Trabalha a tua magia             | língua inglesa                                              | Eurofest 2007                        | 22 de Janeiro de 2007                                         |
| Bósnia e Herzegovina | "Rijeka Bez Imena"               | Marija Šestić                                               | Selecção Interna de 2007             | 16 de Janeiro de 2007                                         |
| Bósnia e Herzegovina | Rio sem nome                     | Bósnio & Sérvio                                             | Selecção Interna de 2007             | 16 de Janeiro de 2007                                         |
| Bulgária             | "Water"                          | Elitsa Todorova & Stoyan Yankoulov                          | Eurovizija 2007                      | 24 de Fevereiro de 2007                                       |
| Bulgária             | Água                             | Búlgaro                                                     | Eurovizija 2007                      | 24 de Fevereiro de 2007                                       |
| Chipre               | "Comme ci, comme ça"             | Evridiki                                                    | Selecção Interna de 2007             | 26 de Janeiro de 2007                                         |
| Chipre               | Assim, assim                     | Francês                                                     | Selecção Interna de 2007             | 26 de Janeiro de 2007                                         |
| Croácia              | "Vjerujem u ljubav"              | Dragonfly & Dado Topić                                      | HRT Dora 2007                        | 3 de Março de 2007                                            |
| Croácia              | Acredito no amor                 | língua inglesa & Croata                                     | HRT Dora 2007                        | 3 de Março de 2007                                            |
| Dinamarca            | "Drama Queen"                    | DQ                                                          | Dansk Melodi Grand Prix 2007         | 10 de Fevereiro de 2007                                       |
| Dinamarca            | Rainha do drama                  | língua inglesa                                              | Dansk Melodi Grand Prix 2007         | 10 de Fevereiro de 2007                                       |
| Eslovénia            | "Cvet z juga"                    | Alenka Gotar                                                | EMA 2007                             | 3 de Fevereiro de 2007                                        |
| Eslovénia            | Flor do sul                      | Esloveno                                                    | EMA 2007                             | 3 de Fevereiro de 2007                                        |
| Espanha              | "I love you mi vida"             | D'Nash                                                      | Misión Eurovisión 2007               | 24 de Fevereiro de 2007                                       |
| Espanha              | Amo-te minha vida                | língua inglesa & Espanhol                                   | Misión Eurovisión 2007               | 24 de Fevereiro de 2007                                       |
| Estónia              | "Partners in Crime"              | Gerli Padar                                                 | Eurolaul 2007                        | 3 de Fevereiro de 2007                                        |
| Estónia              | Cúmplices                        | língua inglesa                                              | Eurolaul 2007                        | 3 de Fevereiro de 2007                                        |
| Finlândia            | "Leave me alone"                 | Hanna Pakarinen                                             | Eurovision Laulukilpailu 2007        | 17 de Fevereiro de 2007                                       |
| Finlândia            | Deixa-me em paz                  | língua inglesa                                              | Eurovision Laulukilpailu 2007        | 17 de Fevereiro de 2007                                       |
| França               | "L'amour à la française"         | Les Fatals Picards                                          | Et si on gagnait? 2007               | 6 de Março de 2007                                            |
| França               | O amor à francesa                | língua inglesa & Francês                                    | Et si on gagnait? 2007               | 6 de Março de 2007                                            |
| Geórgia              | "Visionary dream"                | Sopho Khalvashi                                             | Selecção Interna e Nacional de 2007  | Artista:12 de Dezembro de 2006 Canção:3 de Março de 2007      |
| Geórgia              | Sonho visionário                 | língua inglesa                                              | Selecção Interna e Nacional de 2007  | Artista:12 de Dezembro de 2006 Canção:3 de Março de 2007      |
| Grécia               | "Yassou Maria"                   | Sarbel                                                      | ERT Eurovision 2007                  | 28 de Fevereiro de 2007                                       |
| Grécia               | Olá Maria                        | língua inglesa                                              | ERT Eurovision 2007                  | 28 de Fevereiro de 2007                                       |
| Hungria              | "Unsubstantial blues"            | Magdi Rúzsa                                                 | Selecção Interna de 2007             | 12 de Março de 2007                                           |
| Hungria              | Azuis insubstânciais             | língua inglesa                                              | Selecção Interna de 2007             | 12 de Março de 2007                                           |
| Irlanda              | "They can't stop the spring"     | Dervish                                                     | Selecção Interna e Nacional de 2007  | Artista:14 de Novembro de 2006 Canção:16 de Fevereiro de 2007 |
| Irlanda              | Eles não podem parar a Primavera | língua inglesa                                              | Selecção Interna e Nacional de 2007  | Artista:14 de Novembro de 2006 Canção:16 de Fevereiro de 2007 |
| Islândia             | "Valentine lost"                 | Eiríkur Hauksson                                            | Söngvakeppni 2007                    | 17 de Fevereiro de 2007                                       |
| Islândia             | Amor perdido                     | língua inglesa                                              | Söngvakeppni 2007                    | 17 de Fevereiro de 2007                                       |
| Israel               | "Push the botton"                | Teapacks                                                    | Selecção Interna e Necional de 2007  | Artista:7 de Janeiro de 2007 Canção:27 de Fevereiro de 2007   |
| Israel               | Carrega no botão                 | língua inglesa, Francês & Hebreu                            | Selecção Interna e Necional de 2007  | Artista:7 de Janeiro de 2007 Canção:27 de Fevereiro de 2007   |
| Letónia              | "Questa notte"                   | Bonaparti.lv                                                | Eirodziesma 2007                     | 24 de Fevereiro de 2007                                       |
| Letónia              | Esta noite                       | Italiano                                                    | Eirodziesma 2007                     | 24 de Fevereiro de 2007                                       |
| Lituânia             | "Love or leave"                  | 4Fun                                                        | Nacionalines Atrankos 2007           | 3 de Março de 2007                                            |
| Lituânia             | Ama-me ou deixa-me               | língua inglesa                                              | Nacionalines Atrankos 2007           | 3 de Março de 2007                                            |
| Macedónia do Norte   | "Mojot svet"                     | Karolina Gočeva                                             | MK Eurosong 2007                     | 24 de Fevereiro de 2007                                       |
| Macedónia do Norte   | Meu mundo                        | língua inglesa & Macedónio                                  | MK Eurosong 2007                     | 24 de Fevereiro de 2007                                       |
| Malta                | "Vertigo"                        | Olivia Lewis                                                | Malta Song for Europe 2007           | 3 de Fevereiro de 2007                                        |
| Malta                | Vertingens                       | língua inglesa                                              | Malta Song for Europe 2007           | 3 de Fevereiro de 2007                                        |
| Moldávia             | "Fight"                          | Natalia Barbu                                               | Selecção Interna de 2007             | 24 de Dezembro de 2006                                        |
| Moldávia             | Lutar                            | língua inglesa                                              | Selecção Interna de 2007             | 24 de Dezembro de 2006                                        |
| Montenegro           | "Ajde, Kroči"                    | Stevan Faddy                                                | MontenegroSong 2007                  | 25 de Fevereiro de 2007                                       |
| Montenegro           | Vem, aproxima-te                 | Sérvio                                                      | MontenegroSong 2007                  | 25 de Fevereiro de 2007                                       |
| Noruega              | "Ven a bailar conmigo"           | Guri Schanke                                                | Melodi Grand Prix 2007               | 10 de Fevereiro de 2007                                       |
| Noruega              | Vem dançar comigo                | língua inglesa & Espanhol                                   | Melodi Grand Prix 2007               | 10 de Fevereiro de 2007                                       |
| Países Baixos        | "On top of the world"            | Edsilia Rombley                                             | Selecção Interna de 2007             | 11 de Fevereiro de 2007                                       |
| Países Baixos        | No topo do mundo                 | língua inglesa                                              | Selecção Interna de 2007             | 11 de Fevereiro de 2007                                       |
| Polónia              | "Time to party"                  | The Jet Set                                                 | Piosenka dla Europy 2007             | 3 de Fevereiro de 2007                                        |
| Polónia              | Tempo para festejar              | língua inglesa                                              | Piosenka dla Europy 2007             | 3 de Fevereiro de 2007                                        |
| Portugal             | "Dança comigo (vem ser feliz)"   | Sabrina                                                     | Festival RTP da Canção 2007          | 10 de Março de 2007                                           |
| Portugal             | Dança comigo (vem ser feliz)     | língua portuguesa                                           | Festival RTP da Canção 2007          | 10 de Março de 2007                                           |
| Reino Unido          | "Flying the flag (for you)"      | Scooch                                                      | Eurovision: Making Your Mind Up 2007 | 17 de Março de 2007                                           |
| Reino Unido          | Içando a bandeira (por ti)       | língua inglesa                                              | Eurovision: Making Your Mind Up 2007 | 17 de Março de 2007                                           |
| Chéquia              | "Malá dáma"                      | Kábat                                                       | Eurosong 2007                        | 10 de Março de 2007                                           |
| Chéquia              | Pequena dama                     | Checo                                                       | Eurosong 2007                        | 10 de Março de 2007                                           |
| Roménia              | "Liubi, liubu, I love you"       | Todomondo                                                   | Selectia Nationala 2007              | 10 de Fevereiro de 2007                                       |
| Roménia              | Amor, amor, amo-te               | língua inglesa, Francês, Espanhol, Romeno, Italiano & Russo | Selectia Nationala 2007              | 10 de Fevereiro de 2007                                       |
| Rússia               | "Song Nº1"                       | Serebró                                                     | selecção Interna de 2007             | 12 de Março de 2007                                           |
| Rússia               | Música número 1                  | língua inglesa                                              | selecção Interna de 2007             | 12 de Março de 2007                                           |
| Sérvia               | "Molitva"                        | Marija Šerifović                                            | Beovizija 2007                       | 8 de Março de 2007                                            |
| Sérvia               | Oração/Destino                   | Sérvio                                                      | Beovizija 2007                       | 8 de Março de 2007                                            |
| Suécia               | "The worrying kind"              | The Ark                                                     | Melodifestivalen 2007                | 10 de Março de 2007                                           |
| Suécia               | Do tipo preocupante              | língua inglesa                                              | Melodifestivalen 2007                | 10 de Março de 2007                                           |
| Suíça                | "Vampires are alive"             | DJ Bobo                                                     | Selecção Interna de 2007             | 21 de Fevereiro de 2007                                       |
| Suíça                | Os vampiros estão vivos          | língua inglesa                                              | Selecção Interna de 2007             | 21 de Fevereiro de 2007                                       |
| Turquia              | "Shake it up, shekerim"          | Kenan Doğulu                                                | Selecção Interna de 2007             | 9 de Fevereiro de 2007                                        |
| Turquia              | Abana-o, querida                 | língua inglesa                                              | Selecção Interna de 2007             | 9 de Fevereiro de 2007                                        |
| Ucrânia              | "Dancing lasha tumbai"           | Verka Serdyuchka                                            | NTU Eurovision 2007                  | 9 de Março de 2007                                            |
| Ucrânia              | Dançando o lasha tumbai          | língua inglesa, Russo, Alemão & Ucraniano                   | NTU Eurovision 2007                  | 9 de Março de 2007                                            |

## Festival

### Semi-final
Qualquer membro da União Europeia de Rádio e Televisão pode participar no Festival. A 1 de Dezembro de 2006 foi anunciado que o limite máximo de países participantes no total (Semi-Final + Final) seria 43, dado que houve um crescente interesse por parte de alguns países em participar no festival de 2007. Após a confirmação da desistência do Mónaco, o Festival Eurovisão da Canção 2007 contou com a presença de 42 países.
Pela primeira e última vez 28 países participaram na semifinal.
| #  | País               | Idioma                                | Artista                            | Canção                         | Tradução para Português      | Pontuação | Lugar |
| -- | ------------------ | ------------------------------------- | ---------------------------------- | ------------------------------ | ---------------------------- | --------- | ----- |
| 01 | Bulgária           | Búlgaro                               | Elitsa Todorova & Stoyan Yankoulov | "Water"                        | Água                         | 146       | 6º    |
| 02 | Israel             | Inglês, Francês & Hebreu              | Teapacks                           | "Push the button"              | Carregar no botão            | 17        | 24º   |
| 03 | Chipre             | Francês                               | Evridiki                           | "Comme ci, comme ça"           | Assim, assim                 | 65        | 15º   |
| 04 | Bielorrússia       | Inglês                                | Dmitri Koldun                      | "Work your magic"              | Trabalha a tua magia         | 176       | 4º    |
| 05 | Islândia           | Inglês                                | Eiríkur Hauksson                   | "Valentine lost"               | Valentim perdido             | 77        | 13º   |
| 06 | Geórgia            | Inglês                                | Sopho Khalvashi                    | "Visionary dream"              | Sonho visionário             | 123       | 8º    |
| 07 | Montenegro         | Montenegrino                          | Stevan Faddy                       | "Ajde, kroči"                  | Vem, aproxima-te             | 33        | 23º   |
| 08 | Suíça              | Inglês                                | DJ Bobo                            | "Vampires are alive"           | Os vampiros estão vivos      | 40        | 20º   |
| 09 | Moldávia           | Inglês                                | Natalia Barbu                      | "Fight"                        | Lutar                        | 91        | 10º   |
| 10 | Países Baixos      | Inglês                                | Edsilia Rombley                    | "On top of the world"          | No topo do mundo             | 38        | 21º   |
| 11 | Albânia            | Inglês & Albanês                      | Frederik Ndoci & Aida Ndoci        | "Hear my plea"                 | Ouve o meu apelo             | 49        | 17º   |
| 12 | Dinamarca          | Inglês                                | DQ                                 | "Drama queen"                  | Rainha do drama              | 45        | 19º   |
| 13 | Croácia            | Inglês & Croacio                      | Dragonfly feat. Dado Topić         | "Vjerujem u ljubav"            | Eu acredito no amor          | 54        | 16º   |
| 14 | Polónia            | Inglês                                | The Jet Set                        | "Time to party"                | Tempo de festa               | 75        | 14º   |
| 15 | Sérvia             | Sérvia                                | Marija Šerifović                   | "Molitva"                      | Oração                       | 298       | 1º    |
| 16 | Chéquia            | Checo                                 | Kabát                              | "Malá dáma"                    | Pequena dama                 | 1         | 28º   |
| 17 | Portugal           | Português, Inglês, Francês & Espanhol | Sabrina                            | "Dança comigo (vem ser feliz)" | Dança comigo (vem ser feliz) | 88        | 11º   |
| 18 | Macedónia do Norte | Inglês & Macedónio                    | Karolina Gočeva                    | "Mojot svet"                   | O meu mundo                  | 97        | 9º    |
| 19 | Noruega            | Inglês & Espanhol                     | Guri Schanke                       | "Ven a bailar conmigo"         | Vem dançar comigo            | 48        | 18º   |
| 20 | Malta              | Inglês                                | Olivia Lewis                       | "Vertigo"                      | Vertigem                     | 15        | 25º   |
| 21 | Andorra            | Inglês & Catalão                      | Anonymous                          | "Salvem el món"                | Salvem o mundo               | 80        | 12º   |
| 22 | Hungria            | Inglês                                | Magdi Rúzsa                        | "Unsubstantial blues"          | Blues sem substância         | 224       | 2º    |
| 23 | Estónia            | Inglês                                | Gerli Padar                        | "Partners in Crime"            | Parceiros no crime           | 33        | 22º   |
| 24 | Bélgica            | Inglês                                | The KMG's                          | "Love Power"                   | Poder do amor                | 14        | 26º   |
| 25 | Eslovénia          | Esloveno                              | Alenka Gotar                       | "Cvet z juga"                  | Flor do sul                  | 140       | 7º    |
| 26 | Turquia            | Inglês                                | Kenan Doğulu                       | "Shake it up Şekerim"          | Abana-o querida              | 197       | 3º    |
| 27 | Áustria            | Inglês                                | Eric Papilaya                      | "Get a life, get alive"        | Arranja uma vida, vive       | 4         | 27º   |
| 28 | Letónia            | Italiano                              | Bonaparti.lv                       | "Questa notte"                 | Esta noite                   | 168       | 5º    |

#### Mapa das Classificações

Legenda de pontuações por cores no próprio mapa.

#### Tabela de Votações
Devido à grande quantidade de países votantes na semi-final, a tabela de resultados foi dividida em duas, de forma a não ultrapassar os limites do artigo, e de forma a não estragar o layout e forma do artigo.
| #  | Países Pontuados   | Países Votantes | Países Votantes | Países Votantes | Países Votantes | Países Votantes | Países Votantes | Países Votantes | Países Votantes      | Países Votantes | Países Votantes | Países Votantes | Países Votantes | Países Votantes | Países Votantes | Países Votantes | Países Votantes | Países Votantes | Países Votantes | Países Votantes | Países Votantes | Países Votantes | Classificação | Classificação | Situação          | Situação |
| #  | Países Pontuados   | Albânia         | Alemanha        | Andorra         | Arménia         | Áustria         | Bélgica         | Bielorrússia    | Bósnia e Herzegovina | Bulgária        | Chipre          | Croácia         | Dinamarca       | Eslovénia       | Espanha         | Estónia         | Finlândia       | França          | Geórgia         | Grécia          | Países Baixos   | Hungria         | Total         | Lugar         | Passou Não Passou |          |
| -- | ------------------ | --------------- | --------------- | --------------- | --------------- | --------------- | --------------- | --------------- | -------------------- | --------------- | --------------- | --------------- | --------------- | --------------- | --------------- | --------------- | --------------- | --------------- | --------------- | --------------- | --------------- | --------------- | ------------- | ------------- | ----------------- | -------- |
| 11 | Albânia            |                 | ale             | and             | arm             | áus             | bel             | bie             | b&h                  | bul             | chi             | cro             | din             | esl             | esp             | est             | fin             | fra             | geo             | gre             | hol             | hun             | T             | L             |                   |          |
| 21 | Andorra            | alb             | ale             |                 | arm             | áus             | bel             | bie             | b&h                  | bul             | chi             | cro             | din             | esl             | esp             | est             | fin             | fra             | geo             | gre             | hol             | hun             | T             | L             |                   |          |
| 27 | Áustria            | alb             | ale             | and             | arm             |                 | bel             | bie             | b&h                  | bul             | chi             | cro             | din             | esl             | esp             | est             | fin             | fra             | geo             | gre             | hol             | hun             | T             | L             |                   |          |
| 24 | Bélgica            | alb             | ale             | and             | arm             | áus             |                 | bie             | b&h                  | bul             | chi             | cro             | din             | esl             | esp             | est             | fin             | fra             | geo             | gre             | hol             | hun             | T             | L             |                   |          |
| 04 | Bielorrússia       | alb             | ale             | and             | arm             | áus             | bel             |                 | b&h                  | bul             | chi             | cro             | din             | esl             | esp             | est             | fin             | fra             | geo             | gre             | hol             | hun             | T             | L             |                   |          |
| 01 | Bulgária           | alb             | ale             | and             | arm             | áus             | bel             | bie             | b&h                  |                 | chi             | cro             | din             | esl             | esp             | est             | fin             | fra             | geo             | gre             | hol             | hun             | T             | L             |                   |          |
| 03 | Chipre             | alb             | ale             | and             | arm             | áus             | bel             | bie             | b&h                  | bul             |                 | cro             | din             | esl             | esp             | est             | fin             | fra             | geo             | gre             | hol             | hun             | T             | L             |                   |          |
| 13 | Croácia            | alb             | ale             | and             | arm             | áus             | bel             | bie             | b&h                  | bul             | chi             |                 | din             | esl             | esp             | est             | fin             | fra             | geo             | gre             | hol             | hun             | T             | L             |                   |          |
| 12 | Dinamarca          | alb             | ale             | and             | arm             | áus             | bel             | bie             | b&h                  | bul             | chi             | cro             |                 | esl             | esp             | est             | fin             | fra             | geo             | gre             | hol             | hun             | T             | L             |                   |          |
| 25 | Eslovénia          | alb             | ale             | and             | arm             | áus             | bel             | bie             | b&h                  | bul             | chi             | cro             | din             |                 | esp             | est             | fin             | fra             | geo             | gre             | hol             | hun             | T             | L             |                   |          |
| 23 | Estónia            | alb             | ale             | and             | arm             | áus             | bel             | bie             | b&h                  | bul             | chi             | cro             | din             | esl             | esp             |                 | fin             | fra             | geo             | gre             | hol             | hun             | T             | L             |                   |          |
| 06 | Geórgia            | alb             | ale             | and             | arm             | áus             | bel             | bie             | b&h                  | bul             | chi             | cro             | din             | esl             | esp             | est             | fin             | fra             |                 | gre             | hol             | hun             | T             | L             |                   |          |
| 10 | Países Baixos      | alb             | ale             | and             | arm             | áus             | bel             | bie             | b&h                  | bul             | chi             | cro             | din             | esl             | esp             | est             | fin             | fra             | geo             | gre             |                 | hun             | T             | L             |                   |          |
| 22 | Hungria            | alb             | ale             | and             | arm             | áus             | bel             | bie             | b&h                  | bul             | chi             | cro             | din             | esl             | esp             | est             | fin             | fra             | geo             | gre             | hol             |                 | T             | L             |                   |          |
| 05 | Islândia           | alb             | ale             | and             | arm             | áus             | bel             | bie             | b&h                  | bul             | chi             | cro             | din             | esl             | esp             | est             | fin             | fra             | geo             | gre             | hol             | hun             | T             | L             |                   |          |
| 02 | Israel             | alb             | ale             | and             | arm             | áus             | bel             | bie             | b&h                  | bul             | chi             | cro             | din             | esl             | esp             | est             | fin             | fra             | geo             | gre             | hol             | hun             | T             | L             |                   |          |
| 28 | Letónia            | alb             | ale             | and             | arm             | áus             | bel             | bie             | b&h                  | bul             | chi             | cro             | din             | esl             | esp             | est             | fin             | fra             | geo             | gre             | hol             | hun             | T             | L             |                   |          |
| 18 | Macedónia do Norte | alb             | ale             | and             | arm             | áus             | bel             | bie             | b&h                  | bul             | chi             | cro             | din             | esl             | esp             | est             | fin             | fra             | geo             | gre             | hol             | hun             | T             | L             |                   |          |
| 20 | Malta              | alb             | ale             | and             | arm             | áus             | bel             | bie             | b&h                  | bul             | chi             | cro             | din             | esl             | esp             | est             | fin             | fra             | geo             | gre             | hol             | hun             | T             | L             |                   |          |
| 09 | Moldávia           | alb             | ale             | and             | arm             | áus             | bel             | bie             | b&h                  | bul             | chi             | cro             | din             | esl             | esp             | est             | fin             | fra             | geo             | gre             | hol             | hun             | T             | L             |                   |          |
| 07 | Montenegro         | alb             | ale             | and             | arm             | áus             | bel             | bie             | b&h                  | bul             | chi             | cro             | din             | esl             | esp             | est             | fin             | fra             | geo             | gre             | hol             | hun             | T             | L             |                   |          |
| 19 | Noruega            | alb             | ale             | and             | arm             | áus             | bel             | bie             | b&h                  | bul             | chi             | cro             | din             | esl             | esp             | est             | fin             | fra             | geo             | gre             | hol             | hun             | T             | L             |                   |          |
| 14 | Polónia            | alb             | ale             | and             | arm             | áus             | bel             | bie             | b&h                  | bul             | chi             | cro             | din             | esl             | esp             | est             | fin             | fra             | geo             | gre             | hol             | hun             | T             | L             |                   |          |
| 17 | Portugal           | alb             | ale             | and             | arm             | áus             | bel             | bie             | b&h                  | bul             | chi             | cro             | din             | esl             | esp             | est             | fin             | fra             | geo             | gre             | hol             | hun             | T             | L             |                   |          |
| 16 | Chéquia            | alb             | ale             | and             | arm             | áus             | bel             | bie             | b&h                  | bul             | chi             | cro             | din             | esl             | esp             | est             | fin             | fra             | geo             | gre             | hol             | hun             | T             | L             |                   |          |
| 15 | Sérvia             | alb             | ale             | and             | arm             | áus             | bel             | bie             | b&h                  | bul             | chi             | cro             | din             | esl             | esp             | est             | fin             | fra             | geo             | gre             | hol             | hun             | T             | L             |                   |          |
| 08 | Suíça              | alb             | ale             | and             | arm             | áus             | bel             | bie             | b&h                  | bul             | chi             | cro             | din             | esl             | esp             | est             | fin             | fra             | geo             | gre             | hol             | hun             | T             | L             |                   |          |
| 26 | Turquia            | alb             | ale             | and             | arm             | áus             | bel             | bie             | b&h                  | bul             | chi             | cro             | din             | esl             | esp             | est             | fin             | fra             | geo             | gre             | hol             | hun             | T             | L             |                   |          |
| #  | Países Pontuados   | Albânia         | Alemanha        | Andorra         | Arménia         | Áustria         | Bélgica         | Bielorrússia    | Bósnia e Herzegovina | Bulgária        | Chipre          | Croácia         | Dinamarca       | Eslovénia       | Espanha         | Estónia         | Finlândia       | França          | Geórgia         | Grécia          | Países Baixos   | Hungria         | Total         | Lugar         | Passou Não Passou |          |
| #  | Países Pontuados   | Países Votantes | Países Votantes | Países Votantes | Países Votantes | Países Votantes | Países Votantes | Países Votantes | Países Votantes      | Países Votantes | Países Votantes | Países Votantes | Países Votantes | Países Votantes | Países Votantes | Países Votantes | Países Votantes | Países Votantes | Países Votantes | Países Votantes | Países Votantes | Países Votantes | Classificação | Classificação | Situação          | Situação |

| #  | Países Pontuados   | Países Votantes | Países Votantes | Países Votantes | Países Votantes | Países Votantes | Países Votantes    | Países Votantes | Países Votantes | Países Votantes | Países Votantes | Países Votantes | Países Votantes | Países Votantes | Países Votantes | Países Votantes | Países Votantes | Países Votantes | Países Votantes | Países Votantes | Países Votantes | Países Votantes | Classificação | Classificação | Situação          | Situação |
| #  | Países Pontuados   | Islândia        | Irlanda         | Israel          | Letónia         | Lituânia        | Macedónia do Norte | Malta           | Moldávia        | Montenegro      | Noruega         | Polónia         | Portugal        | Reino Unido     | Chéquia         | Roménia         | Rússia          | Sérvia          | Suíça           | Suécia          | Turquia         | Ucrânia         | Total         | Lugar         | Passou Não Passou |          |
| -- | ------------------ | --------------- | --------------- | --------------- | --------------- | --------------- | ------------------ | --------------- | --------------- | --------------- | --------------- | --------------- | --------------- | --------------- | --------------- | --------------- | --------------- | --------------- | --------------- | --------------- | --------------- | --------------- | ------------- | ------------- | ----------------- | -------- |
| 11 | Albânia            | isl             | irl             | isr             | let             | lit             | mac                | mal             | mol             | mon             | nor             | pol             | pt              | uk              | rc              | rom             | rus             | ser             | sui             | sue             | tur             | ucr             | T             | L             |                   |          |
| 21 | Andorra            | isl             | irl             | isr             | let             | lit             | mac                | mal             | mol             | mon             | nor             | pol             | pt              | uk              | rc              | rom             | rus             | ser             | sui             | sue             | tur             | ucr             | T             | L             |                   |          |
| 27 | Áustria            | isl             | irl             | isr             | let             | lit             | mac                | mal             | mol             | mon             | nor             | pol             | pt              | uk              | rc              | rom             | rus             | ser             | sui             | sue             | tur             | ucr             | T             | L             |                   |          |
| 24 | Bélgica            | isl             | irl             | isr             | let             | lit             | mac                | mal             | mol             | mon             | nor             | pol             | pt              | uk              | rc              | rom             | rus             | ser             | sui             | sue             | tur             | ucr             | T             | L             |                   |          |
| 04 | Bielorrússia       | isl             | irl             | isr             | let             | lit             | mac                | mal             | mol             | mon             | nor             | pol             | pt              | uk              | rc              | rom             | rus             | ser             | sui             | sue             | tur             | ucr             | T             | L             |                   |          |
| 01 | Bulgária           | isl             | irl             | isr             | let             | lit             | mac                | mal             | mol             | mon             | nor             | pol             | pt              | uk              | rc              | rom             | rus             | ser             | sui             | sue             | tur             | ucr             | T             | L             |                   |          |
| 03 | Chipre             | isl             | irl             | isr             | let             | lit             | mac                | mal             | mol             | mon             | nor             | pol             | pt              | uk              | rc              | rom             | rus             | ser             | sui             | sue             | tur             | ucr             | T             | L             |                   |          |
| 13 | Croácia            | isl             | irl             | isr             | let             | lit             | mac                | mal             | mol             | mon             | nor             | pol             | pt              | uk              | rc              | rom             | rus             | ser             | sui             | sue             | tur             | ucr             | T             | L             |                   |          |
| 12 | Dinamarca          | isl             | irl             | isr             | let             | lit             | mac                | mal             | mol             | mon             | nor             | pol             | pt              | uk              | rc              | rom             | rus             | ser             | sui             | sue             | tur             | ucr             | T             | L             |                   |          |
| 25 | Eslovénia          | isl             | irl             | isr             | let             | lit             | mac                | mal             | mol             | mon             | nor             | pol             | pt              | uk              | rc              | rom             | rus             | ser             | sui             | sue             | tur             | ucr             | T             | L             |                   |          |
| 23 | Estónia            | isl             | irl             | isr             | let             | lit             | mac                | mal             | mol             | mon             | nor             | pol             | pt              | uk              | rc              | rom             | rus             | ser             | sui             | sue             | tur             | ucr             | T             | L             |                   |          |
| 06 | Geórgia            | isl             | irl             | isr             | let             | lit             | mac                | mal             | mol             | mon             | nor             | pol             | pt              | uk              | rc              | rom             | rus             | ser             | sui             | sue             | tur             | ucr             | T             | L             |                   |          |
| 10 | Países Baixos      | isl             | irl             | isr             | let             | lit             | mac                | mal             | mol             | mon             | nor             | pol             | pt              | uk              | rc              | rom             | rus             | ser             | sui             | sue             | tur             | ucr             | T             | L             |                   |          |
| 22 | Hungria            | isl             | irl             | isr             | let             | lit             | mac                | mal             | mol             | mon             | nor             | pol             | pt              | uk              | rc              | rom             | rus             | ser             | sui             | sue             | tur             | ucr             | T             | L             |                   |          |
| 05 | Islândia           |                 | irl             | isr             | let             | lit             | mac                | mal             | mol             | mon             | nor             | pol             | pt              | uk              | rc              | rom             | rus             | ser             | sui             | sue             | tur             | ucr             | T             | L             |                   |          |
| 02 | Israel             | isl             | irl             |                 | let             | lit             | mac                | mal             | mol             | mon             | nor             | pol             | pt              | uk              | rc              | rom             | rus             | ser             | sui             | sue             | tur             | ucr             | T             | L             |                   |          |
| 28 | Letónia            | isl             | irl             | isr             |                 | lit             | mac                | mal             | mol             | mon             | nor             | pol             | pt              | uk              | rc              | rom             | rus             | ser             | sui             | sue             | tur             | ucr             | T             | L             |                   |          |
| 18 | Macedónia do Norte | isl             | irl             | isr             | let             | lit             |                    | mal             | mol             | mon             | nor             | pol             | pt              | uk              | rc              | rom             | rus             | ser             | sui             | sue             | tur             | ucr             | T             | L             |                   |          |
| 20 | Malta              | isl             | irl             | isr             | let             | lit             | mac                |                 | mol             | mon             | nor             | pol             | pt              | uk              | rc              | rom             | rus             | ser             | sui             | sue             | tur             | ucr             | T             | L             |                   |          |
| 09 | Moldávia           | isl             | irl             | isr             | let             | lit             | mac                | mal             |                 | mon             | nor             | pol             | pt              | uk              | rc              | rom             | rus             | ser             | sui             | sue             | tur             | ucr             | T             | L             |                   |          |
| 07 | Montenegro         | isl             | irl             | isr             | let             | lit             | mac                | mal             | mol             |                 | nor             | pol             | pt              | uk              | rc              | rom             | rus             | ser             | sui             | sue             | tur             | ucr             | T             | L             |                   |          |
| 19 | Noruega            | isl             | irl             | isr             | let             | lit             | mac                | mal             | mol             | mon             |                 | pol             | pt              | uk              | rc              | rom             | rus             | ser             | sui             | sue             | tur             | ucr             | T             | L             |                   |          |
| 14 | Polónia            | isl             | irl             | isr             | let             | lit             | mac                | mal             | mol             | mon             | nor             |                 | pt              | uk              | rc              | rom             | rus             | ser             | sui             | sue             | tur             | ucr             | T             | L             |                   |          |
| 17 | Portugal           | isl             | irl             | isr             | let             | lit             | mac                | mal             | mol             | mon             | nor             | pol             |                 | uk              | rc              | rom             | rus             | ser             | sui             | sue             | tur             | ucr             | T             | L             |                   |          |
| 16 | Chéquia            | isl             | irl             | isr             | let             | lit             | mac                | mal             | mol             | mon             | nor             | pol             | pt              | uk              |                 | rom             | rus             | ser             | sui             | sue             | tur             | ucr             | T             | L             |                   |          |
| 15 | Sérvia             | isl             | irl             | isr             | let             | lit             | mac                | mal             | mol             | mon             | nor             | pol             | pt              | uk              | rc              | rom             | rus             |                 | sui             | sue             | tur             | ucr             | T             | L             |                   |          |
| 08 | Suíça              | isl             | irl             | isr             | let             | lit             | mac                | mal             | mol             | mon             | nor             | pol             | pt              | uk              | rc              | rom             | rus             | ser             |                 | sue             | tur             | ucr             | T             | L             |                   |          |
| 26 | Turquia            | isl             | irl             | isr             | let             | lit             | mac                | mal             | mol             | mon             | nor             | pol             | pt              | uk              | rc              | rom             | rus             | ser             | sui             | sue             |                 | ucr             | T             | L             |                   |          |
| #  | Países Pontuados   | Islândia        | Irlanda         | Israel          | Letónia         | Lituânia        | Macedónia do Norte | Malta           | Moldávia        | Montenegro      | Noruega         | Polónia         | Portugal        | Reino Unido     | Chéquia         | Roménia         | Rússia          | Sérvia          | Suíça           | Suécia          | Turquia         | Ucrânia         | Total         | Lugar         | Passou Não Passou |          |
| #  | Países Pontuados   | Países Votantes | Países Votantes | Países Votantes | Países Votantes | Países Votantes | Países Votantes    | Países Votantes | Países Votantes | Países Votantes | Países Votantes | Países Votantes | Países Votantes | Países Votantes | Países Votantes | Países Votantes | Países Votantes | Países Votantes | Países Votantes | Países Votantes | Países Votantes | Países Votantes | Classificação | Classificação | Situação          | Situação |

     Vencedor
     2.º lugar
     3.º lugar
     Regra de um país não poder votar em si próprio
     0 (zero) pontos
     Passou à final
     Apurado pelo júri para a final
     Passaria/ganharia à final só com televoto
     Passaria à final/ganharia só com júri
     Não passaria à final/não ganharia só com televoto 
     Não passaria à final/não ganharia só com júri
     Pontuação nula ("null points")
Negrito + itálico Pontuação dos países apurados/dos três primeiros na final
Negrito Pontuação mais alta do parcial júri ou televoto (e a pontuação individual 12)

### Final
| #  | País                 | Idioma                                              | Artista                            | Canção                       | Tradução para Português          | Pontuação | Lugar |
| -- | -------------------- | --------------------------------------------------- | ---------------------------------- | ---------------------------- | -------------------------------- | --------- | ----- |
| 01 | Bósnia e Herzegovina | Sérvia                                              | Marija Šestić                      | "Rijeka bez imena"           | Rio sem nome                     | 108       | 11º   |
| 02 | Espanha              | Inglês & Espanhol                                   | D'Nash                             | "I Love You Mi Vida"         | Amo-te minha vida                | 43        | 20º   |
| 03 | Bielorrússia         | Inglês                                              | Dmitri Koldun                      | "Work your magic"            | Trabalha a tua magia             | 145       | 6º    |
| 04 | Irlanda              | Inglês                                              | Dervish                            | "They Can't Stop the Spring" | Eles não podem parar a primavera | 5         | 24º   |
| 05 | Finlândia            | Inglês                                              | Hanna Pakarinen                    | "Leave Me Alone"             | Deixa-me sozinha                 | 54        | 17º   |
| 06 | Macedónia do Norte   | Inglês & Macedónio                                  | Karolina Gočeva                    | "Mojot svet"                 | O meu mundo                      | 73        | 14º   |
| 07 | Eslovénia            | Esloveno                                            | Alenka Gotar                       | "Cvet z juga"                | Flor do sul                      | 66        | 15º   |
| 08 | Hungria              | Inglês                                              | Magdi Rúzsa                        | "Unsubstantial Blues"        | Blues sem substância             | 128       | 9º    |
| 09 | Lituânia             | Inglês                                              | 4Fun                               | "Love or Leave"              | Ama ou parte                     | 28        | 21º   |
| 10 | Grécia               | Inglês                                              | Sarbel                             | "Yassou Maria"               | Olá Maria                        | 139       | 7º    |
| 11 | Geórgia              | Inglês                                              | Sopho Khalvashi                    | "Visionary Dream"            | Sonho visionário                 | 97        | 12º   |
| 12 | Suécia               | Inglês                                              | The Ark                            | "The Worrying Kind"          | Do tipo preocupante              | 51        | 18º   |
| 13 | França               | Inglês & Francês (Franglais)                        | Les Fatals Picards                 | "L'amour à la française"     | O amor à francesa                | 19        | 22º   |
| 14 | Letónia              | Italiano                                            | Bonaparti.lv                       | "Questa notte"               | Esta noite                       | 54        | 16º   |
| 15 | Rússia               | Inglês                                              | Serebro                            | "Song #1"                    | Canção número um                 | 207       | 3º    |
| 16 | Alemanha             | Inglês & Alemão                                     | Roger Cicero                       | "Frauen regier'n die Welt"   | As mulheres comandam o mundo     | 49        | 19º   |
| 17 | Sérvia               | Sérvio                                              | Marija Šerifović                   | "Molitva"                    | Oração                           | 268       | 1º    |
| 18 | Ucrânia              | Inglês, Ucraniano & Alemão                          | Verka Serduchka                    | "Dancing lasha tumbai"       | Dançando o lasha tumbai          | 235       | 2º    |
| 19 | Reino Unido          | Inglês                                              | Scooch                             | "Flying the Flag (For You)"  | Içando a bandeira (por ti)       | 19        | 23º   |
| 20 | Roménia              | Inglês, Italiano, Espanhol, Russo, Francês & Romeno | Todomondo                          | "Liubi, Liubi, I Love You"   | Amor, amor, amo-te               | 84        | 13º   |
| 21 | Bulgária             | Búlgaro                                             | Elitsa Todorova & Stoyan Yankoulov | "Water"                      | Água                             | 157       | 5º    |
| 22 | Turquia              | Inglês                                              | Kenan Doğulu                       | "Shake it up, Şekerim"       | Abana-o querida                  | 163       | 4º    |
| 23 | Arménia              | Inglês & Arménio                                    | Hayko                              | "Anytime you need"           | Cada vez que precises            | 138       | 8º    |
| 24 | Moldávia             | Inglês                                              | Natalia Barbu                      | "Fight"                      | Lutar                            | 109       | 10º   |

#### Tabela de Votações
| #        | Países Votantes      | Países Pontuados | Países Pontuados | Países Pontuados | Países Pontuados | Países Pontuados     | Países Pontuados | Países Pontuados | Países Pontuados | Países Pontuados | Países Pontuados | Países Pontuados | Países Pontuados | Países Pontuados | Países Pontuados | Países Pontuados | Países Pontuados   | Países Pontuados | Países Pontuados | Países Pontuados | Países Pontuados | Países Pontuados | Países Pontuados | Países Pontuados | Países Pontuados               |
| #        | Países Votantes      | Alemanha         | Arménia          | Bielorrússia     | Bulgária         | Bósnia e Herzegovina | Eslovénia        | Espanha          | Finlândia        | França           | Geórgia          | Grécia           | Hungria          | Irlanda          | Letónia          | Lituânia         | Macedónia do Norte | Moldávia         | Reino Unido      | Roménia          | Rússia           | Sérvia           | Suécia           | Turquia          | Ucrânia                        |
| -------- | -------------------- | ---------------- | ---------------- | ---------------- | ---------------- | -------------------- | ---------------- | ---------------- | ---------------- | ---------------- | ---------------- | ---------------- | ---------------- | ---------------- | ---------------- | ---------------- | ------------------ | ---------------- | ---------------- | ---------------- | ---------------- | ---------------- | ---------------- | ---------------- | ------------------------------ |
| -        | Albânia              | 6                |                  | 2                |                  | 8                    |                  | 12               |                  | 4                |                  | 7                |                  | 5                |                  |                  |                    |                  |                  |                  |                  | 1                |                  | 10               |                                |
| 16       | Alemanha             |                  | 2                |                  | 4                | 3                    |                  |                  | 1                |                  |                  | 10               | 7                |                  |                  |                  |                    |                  |                  |                  | 6                | 8                |                  | 12               | 5                              |
| -        | Andorra              | 5                |                  |                  |                  |                      |                  |                  | 7                | 8                |                  |                  | 6                |                  |                  | 1                |                    | 4                |                  | 10               | 3                |                  | 2                |                  | 12                             |
| 23       | Arménia              |                  |                  | 10               | 4                | 1                    |                  |                  |                  | 2                | 5                | 8                |                  |                  |                  |                  | 10                 | 3                |                  |                  | 12               | 7                |                  |                  | 6                              |
| -        | Áustria              | 7                | 5                |                  | 6                | 8                    |                  |                  |                  |                  |                  |                  | 2                |                  |                  |                  | 10                 |                  |                  | 3                |                  | 12               |                  | 10               | 4                              |
| 03       | Bielorrússia         |                  | 5                |                  |                  |                      | 4                |                  | 1                |                  | 6                | 3                |                  |                  |                  | 2                |                    | 6                |                  |                  | 12               | 7                |                  |                  | 10                             |
| -        | Bélgica              |                  | 10               |                  | 4                |                      | 2                | 3                |                  |                  | 6                | 8                | 5                |                  |                  |                  | 1                  |                  |                  |                  |                  | 7                |                  | 12               | 1                              |
| 21       | Bulgária             |                  | 8                | 1                |                  |                      |                  |                  |                  |                  |                  | 12               |                  |                  |                  |                  |                    | 4                |                  | 2                | 5                | 6                |                  | 7                | 3                              |
| 01       | Bósnia e Herzegovina |                  |                  | 4                | 6                |                      | 7                |                  |                  |                  | 1                | 2                |                  |                  |                  |                  | 8                  |                  |                  |                  | 2                | 12               |                  | 10               | 5                              |
| -        | Chipre               |                  | 8                | 6                | 10               |                      |                  |                  |                  |                  | 1                | 12               |                  |                  |                  |                  |                    | 2                |                  | 5                | 7                | 3                |                  |                  | 4                              |
| -        | Croácia              |                  |                  |                  | 6                | 10                   | 7                |                  |                  |                  | 2                |                  | 4                |                  | 1                |                  | 3                  |                  |                  |                  | 3                | 12               |                  |                  | 5                              |
| -        | Dinamarca            | 5                |                  |                  |                  | 8                    |                  |                  | 4                |                  |                  | 1                | 8                |                  |                  |                  |                    |                  |                  |                  | 2                | 6                | 12               | 10               | 3                              |
| 07       | Eslovénia            |                  |                  |                  | 7                | 8                    |                  |                  |                  |                  | 2                |                  | 5                |                  | 6                |                  | 10                 | 1                |                  |                  | 3                | 12               |                  |                  | 4                              |
| 02       | Espanha              | 5                | 8                |                  | 10               |                      | 3                |                  |                  |                  |                  | 2                |                  |                  |                  |                  |                    | 8                |                  | 12               | 4                | 1                |                  |                  | 7                              |
| -        | Estónia              | 3                |                  | 7                | 1                |                      |                  |                  | 6                | 2                | 5                |                  | 4                |                  | 10               |                  |                    |                  |                  |                  | 12'              |                  |                  |                  | 8                              |
| 05       | Finlândia            | 1                |                  |                  | 5                |                      |                  |                  |                  |                  | 7                |                  | 10               |                  |                  |                  |                    | 2                |                  |                  | 3                | 12               | 8                | 4                | 6                              |
| 13       | França               |                  | 10               |                  | 5                | 1                    |                  | 6                |                  |                  |                  | 3                |                  |                  |                  |                  |                    |                  |                  | 7                | 2                | 8                |                  | 12               | 4                              |
| 11       | Geórgia              |                  | 12               | 8                |                  |                      |                  |                  |                  |                  |                  | 4                | 5                |                  |                  |                  | 1                  | 3                |                  |                  | 7                | 6                |                  | 2                | 10                             |
| 10       | Grécia               |                  | 6                | 5                | 12               |                      |                  | 1                |                  |                  | 3                |                  |                  |                  |                  |                  |                    | 10               |                  | 2                | 8                | 4                |                  |                  | 7                              |
| -        | Países Baixos        | 6                | 10               |                  |                  | 7                    |                  |                  |                  |                  | 2                | 3                | 4                |                  | 3                |                  | 5                  |                  |                  |                  |                  | 8                |                  | 12               | 1                              |
| 08       | Hungria              |                  |                  | 4                | 10               |                      |                  |                  |                  |                  | 2                | 7                |                  |                  |                  |                  |                    | 5                |                  | 8                | 6                | 12               |                  | 1                | 3                              |
| #        | Países Votantes      | Países Pontuados | Países Pontuados | Países Pontuados | Países Pontuados | Países Pontuados     | Países Pontuados | Países Pontuados | Países Pontuados | Países Pontuados | Países Pontuados | Países Pontuados | Países Pontuados | Países Pontuados | Países Pontuados | Países Pontuados | Países Pontuados   | Países Pontuados | Países Pontuados | Países Pontuados | Países Pontuados | Países Pontuados | Países Pontuados | Países Pontuados | Países Pontuados               |
| #        | Países Votantes      | Alemanha         | Arménia          | Bielorrússia     | Bulgária         | Bósnia e Herzegovina | Eslovénia        | Espanha          | Finlândia        | França           | Geórgia          | Grécia           | Hungria          | Irlanda          | Letónia          | Lituânia         | Macedónia do Norte | Moldávia         | Reino Unido      | Roménia          | Rússia           | Sérvia           | Suécia           | Turquia          | Predefinição:Country data ânia |
| #        | Países Votantes      | Países Pontuados |                  |                  |                  |                      |                  |                  |                  |                  |                  |                  |                  |                  |                  |                  |                    |                  |                  |                  |                  |                  |                  |                  |                                |
| -        | Islândia             | 2                |                  | 4                |                  |                      |                  |                  | 12               |                  |                  | 5                | 8                |                  |                  |                  |                    |                  |                  |                  | 1                | 6                | 10               | 3                | 7                              |
| 04       | Irlanda              |                  |                  |                  |                  |                      |                  |                  |                  |                  | 1                |                  | 5                |                  | 10               | 12               |                    | 2                | 7                | 3                | 6                | 4                |                  |                  | 8                              |
| -        | Israel               |                  | 5                | 12               |                  |                      |                  | 2                |                  |                  | 6                | 1                |                  |                  |                  |                  |                    | 4                |                  | 7                | 8                | 3                |                  |                  | 10                             |
| 14       | Letónia              |                  |                  | 8                | 2                |                      | 4                |                  |                  |                  | 6                |                  | 5                |                  |                  | 10               |                    |                  |                  | 1                | 7                | 3                |                  |                  | 12                             |
| 09       | Lituânia             |                  |                  | 7                |                  |                      | 1                |                  | 5                | 3                | 12               |                  | 4                |                  | 10               |                  |                    | 2                |                  |                  | 6                |                  |                  |                  | 8                              |
| 06       | Macedónia do Norte   |                  |                  | 7                | 8                | 4                    | 6                |                  |                  |                  |                  | 3                |                  |                  |                  |                  |                    | 1                |                  |                  | 5                | 12               |                  | 10               | 2                              |
| -        | Malta                |                  |                  | 10               | 7                |                      | 5                | 2                |                  |                  |                  |                  | 1                |                  | 4                |                  |                    |                  | 12               |                  | 6                | 8                |                  |                  | 3                              |
| 24       | Moldávia             |                  | 2                | 10               | 3                |                      |                  |                  |                  |                  | 4                | 6                |                  |                  |                  |                  | 1                  |                  |                  | 12               | 8                | 5                |                  |                  | 7                              |
| -        | Montenegro           |                  |                  | 3                | 5                | 7                    | 8                | 4                |                  |                  |                  |                  |                  |                  |                  |                  |                    |                  |                  |                  | 6                | 12               |                  | 1                | 2                              |
| -        | Noruega              |                  |                  |                  |                  | 6                    |                  |                  | 4                |                  |                  |                  |                  |                  | 3                |                  | 8                  | 1                |                  |                  | 5                | 10               | 12               | 7                | 2                              |
| -        | Polónia              |                  | 10               |                  |                  |                      |                  |                  |                  |                  | 5                |                  | 4                | 7                | 1                | 2                |                    | 6                |                  |                  | 3                | 10               |                  |                  | 12                             |
| -        | Portugal             |                  |                  | 1                | 6                |                      | 3                | 8                |                  |                  |                  |                  | 2                |                  |                  |                  |                    | 10               |                  | 7                | 4                | 5                |                  |                  | 12                             |
| 19       | Reino Unido          | 1                |                  |                  | 5                |                      |                  |                  |                  |                  |                  | 10               | 2                |                  | 4                | 3                | 10                 |                  |                  |                  | 6                |                  | 7                | 12               | 8                              |
| -        | Chéquia              |                  | 10               | 2                | 7                | 4                    |                  |                  |                  |                  | 1                | 3                |                  |                  |                  |                  | 6                  |                  |                  |                  | 6                | 8                |                  |                  | 12                             |
| -        | Roménia              |                  |                  | 1                | 5                |                      |                  |                  |                  |                  |                  | 10               | 8                |                  | 2                |                  |                    | 12               |                  |                  | 3                | 6                |                  | 7                | 4                              |
| 15       | Rússia               |                  | 10               | 12               | 4                |                      | 3                |                  |                  |                  | 7                |                  |                  |                  |                  |                  |                    | 6                |                  | 1                |                  | 5                |                  | 2                | 8                              |
| 17       | Sérvia               |                  |                  | 2                | 6                | 8                    | 5                |                  |                  |                  |                  | 4                | 12               |                  |                  |                  |                    | 1                |                  |                  | 7                |                  |                  |                  | 3                              |
| 12       | Suécia               | 1                |                  |                  |                  | 6                    |                  |                  | 12               |                  |                  | 4                | 8                |                  |                  |                  |                    | 2                |                  |                  | 5                | 10               |                  | 7                | 3                              |
| -        | Suíça                | 7                |                  |                  |                  | 8                    |                  | 5                | 1                |                  |                  | 4                | 3                |                  |                  |                  |                    |                  |                  |                  |                  | 12               |                  | 10               | 2                              |
| 22       | Turquia              |                  | 12               |                  | 6                | 10                   |                  |                  |                  |                  | 5                | 4                |                  |                  |                  |                  |                    | 7                |                  | 2                | 8                |                  |                  |                  | 3                              |
| 18       | Ucrânia              |                  | 5                | 12               | 3                |                      |                  |                  |                  |                  | 8                |                  |                  |                  |                  |                  |                    | 7                |                  | 2                | 10               | 6                |                  | 1                |                                |
| Desfecho |                      |                  |                  |                  |                  |                      |                  |                  |                  |                  |                  |                  |                  |                  |                  |                  |                    |                  |                  |                  |                  |                  |                  |                  |                                |
| Total    | 49                   | 138              | 145              | 157              | 106              | 66                   | 43               | 53               | 19               | 97               | 139              | 128              | 5                | 54               | 28               | 73               | 109                | 19               | 84               | 207              | 268              | 51               | 163              | 235              |                                |
| Lugar    | 19                   | 8                | 6                | 5                | 11               | 15                   | 20               | 17               | 22               | 12               | 7                | 9                | 24               | 16               | 21               | 14               | 10                 | 22               | 13               | 3                | 1                | 18               | 4                | 2                |                                |
| #        | Países Votantes      | Alemanha         | Arménia          | Bielorrússia     | Bulgária         | Bósnia e Herzegovina | Eslovénia        | Espanha          | Finlândia        | França           | Geórgia          | Grécia           | Hungria          | Irlanda          | Letónia          | Lituânia         | Macedónia do Norte | Moldávia         | Reino Unido      | Roménia          | Rússia           | Sérvia           | Suécia           | Turquia          | Ucrânia                        |
| #        | Países Votantes      | Países Pontuados |                  |                  |                  |                      |                  |                  |                  |                  |                  |                  |                  |                  |                  |                  |                    |                  |                  |                  |                  |                  |                  |                  |                                |

     Vencedor
     2.º lugar
     3.º lugar
     Regra de um país não poder votar em si próprio
     0 (zero) pontos
     Passou à final
     Apurado pelo júri para a final
     Passaria/ganharia à final só com televoto
     Passaria à final/ganharia só com júri
     Não passaria à final/não ganharia só com televoto 
     Não passaria à final/não ganharia só com júri
     Pontuação nula ("null points")
Negrito + itálico Pontuação dos países apurados/dos três primeiros na final
Negrito Pontuação mais alta do parcial júri ou televoto (e a pontuação individual 12)

#### Ordem de Votação
| Ordem de Votação | Ordem de Votação | Ordem de Votação | Ordem de Votação | Ordem de Votação                     |
| --- | --- | --- | --- | ------------------------------------ |
| 1. Montenegro · 2. Bielorrússia · 3. Arménia · 4. Andorra · 5. Áustria · 6. França · 7. Dinamarca · 8. Grécia · 9. Espanha · 10. Sérvia | 11. Finlândia · 12. Turquia · 13. Bósnia e Herzegovina · 14. Bélgica · 15. Portugal · 16. Albânia · 17. Roménia · 18. Chipre · 19. Croácia · 20. Eslovénia | 21. Israel · 22. Alemanha · 23. Lituânia · 24. Noruega · 25. Suíça · 26. Chéquia · 27. Países Baixos · 28. Irlanda · 29. Malta · 30. Estónia | 31. Geórgia · 32. Bulgária · 33. Suécia · 34. Ucrânia · 35. Rússia · 36. Letónia · 37. Islândia · 38. Polónia · 39. Moldávia · 40. Reino Unido | 41. Macedónia do Norte · 42. Hungria |

#### 12 Pontos
| N. | Nação que recebe | Nação votante                                                                                                |
| -- | ---------------- | --- |
| 9  | Sérvia           | Suíça, Croácia, Áustria, Montenegro, Hungria, Eslovénia, Macedónia do Norte, Finlândia, Bósnia e Herzegovina |
| 5  | Ucrânia          | Polónia, Chéquia, Portugal, Andorra, Letónia                                                                 |
| 5  | Turquia          | França, Alemanha, Reino Unido, Bélgica, Países Baixos                                                        |
| 3  | Bielorrússia     | Israel, Ucrânia, Rússia                                                                                      |
| 3  | Rússia           | Bielorrússia, Arménia, Estónia                                                                               |
| 2  | Arménia          | Geórgia, Turquia                                                                                             |
| 2  | Suécia           | Noruega, Dinamarca                                                                                           |
| 2  | Grécia           | Bulgária, Chipre                                                                                             |
| 2  | Finlândia        | Islândia, Suécia                                                                                             |
| 2  | Roménia          | Moldávia, Espanha                                                                                            |
| 1  | Bulgária         | Grécia |
| 1  | Reino Unido      | Malta |
| 1  | Moldávia         | Roménia |
| 1  | Geórgia          | Lituânia |
| 1  | Lituânia         | Irlanda |
| 1  | Hungria          | Sérvia |
| 1  | Espanha          | Albânia |

## Cobertura televisiva

### Cobertura televisiva em alta definição (HD)
| País                 | Comentador(es)                                                                           |
| -------------------- | ---------------------------------------------------------------------------------------- |
| Albânia              |                                                                                          |
| Alemanha             | Peter Urban                                                                              |
| Andorra              | Meri Picart Josep Lluís Trabal                                                           |
| Arménia              | Gohar Gasparian                                                                          |
| Áustria              | Andi Knoll                                                                               |
| Bielorrússia         | Denis Kurian Alexander Tikhanovich                                                       |
| Bélgica              | Anja Daems André Vermeulen (VRT) Jean-Louis Lahaye Jean-Pierre Hautier (RTBF)            |
| Bulgária             | Georgi Kushvaliev Elena Rosberg                                                          |
| Bósnia e Herzegovina | Dejan Kukrić                                                                             |
| Chipre               | Vasso Komninou                                                                           |
| Croácia              | Duško Čurlić                                                                             |
| Dinamarca            | Søren Nystrøm Rasted Adam Duvå Hall                                                      |
| Eslovénia            | Mojca Mavec                                                                              |
| Espanha              | Beatriz Pécker                                                                           |
| Estónia              | Marko Reikop                                                                             |
| Finlândia            | Heikki Paasonen Ellen Jokikunnas Asko Murtomäki (fi) Thomas Lundin (sv)                  |
| França               | Julien Lepers Tex                                                                        |
| Geórgia              | Sandro Gabisonia Sopho Altunashvili                                                      |
| Grécia               | Fotis Sergoulopoulos Maria Bakodimou                                                     |
| Países Baixos        | Cornald Maas Paul de Leeuw                                                               |
| Hungria              | Gábor Gundel Takács                                                                      |
| Islândia             | Sigmar Guðmundsson                                                                       |
| Irlanda              | Marty Whelan                                                                             |
| Israel               |                                                                                          |
| Letónia              | Kārlis Streips                                                                           |
| Lituânia             | Darius Užkuraitis                                                                        |
| Macedónia do Norte   | Milanka Rašić                                                                            |
| Malta                | Antonia Micallef                                                                         |
| Moldávia             |                                                                                          |
| Montenegro           | Dražen Bauković Tamara Ivanković                                                         |
| Noruega              | Per Sundnes                                                                              |
| Polónia              | Artur Orzech                                                                             |
| Portugal             | Isabel Angelino Jorge Gabriel                                                            |
| Reino Unido          | Paddy O'Connell Sarah Cawood Terry Wogan (BBC One) Ken Bruce (BBC Radio 2)               |
| Chéquia              | Kateřina Kristelová                                                                      |
| Roménia              | Andreea Demirgian                                                                        |
| Rússia               | Yuri Aksyuta Yelena Batinova                                                             |
| Sérvia               | Duška Vučinić-Lučić                                                                      |
| Suécia               | Kristian Luuk Josef Sterzenbach                                                          |
| Suíça                | Bernhard Thurnheer (SF) Jean-Marc Richard (TSR) Claudio Lazzarino Sandy Altermatt (RTSI) |
| Turquia              | Hakan Urganci                                                                            |
| Ucrânia              | Tymur Miroshnychenko                                                                     |

| País                 | Porta-Voz(es)                  |
| -------------------- | ------------------------------ |
| Albânia              | Leon Menkshi                   |
| Alemanha             | Thomas Hermanns                |
| Andorra              | Marian van de Wal              |
| Arménia              | Sirusho                        |
| Áustria              | Eva Pölzl                      |
| Bielorrússia         | Juliana                        |
| Bélgica              | Maureen Louys                  |
| Bulgária             | Mira Dobreva                   |
| Bósnia e Herzegovina | Vesna Andree Zaimović          |
| Chipre               | Giannis Charalampous           |
| Croácia              | Barbara Kolar                  |
| Dinamarca            | Susanne Georgi                 |
| Eslovénia            | Peter Poles                    |
| Espanha              | Ainhoa Arbizu                  |
| Estónia              | Laura Põldvere                 |
| Finlândia            | Laura Voutilainen              |
| França               | Vanessa Dolmen                 |
| Geórgia              | Neli Agirba                    |
| Grécia               | Alexis Kostalas                |
| Países Baixos        | Paul de Leeuw Edsilia Rombley  |
| Hungria              | Éva Novodomszky                |
| Islândia             | Ragnhildur Steinunn Jónsdóttir |
| Irlanda              | Linda Martin                   |
| Israel               | Jason Danino-Holt              |
| Letónia              | Janis Šipkevics                |
| Lituânia             | Lavija Šurnaitė                |
| Macedónia do Norte   | Elena Risteska                 |
| Malta                | Mireille Bonello               |
| Moldávia             | Andrei Porubin                 |
| Montenegro           | Vidak Latković                 |
| Noruega              | Synnøve Svabø                  |
| Polónia              | Maciej Orłoś                   |
| Portugal             | Francisco Mendes               |
| Reino Unido          | Fearne Cotton                  |
| Chéquia              | Andrea Savane                  |
| Roménia              | Andreea Marin Bănică           |
| Rússia               | Yana Churikova                 |
| Sérvia               | Maja Nikolić                   |
| Suécia               | André Pops                     |
| Suíça                | Sven Epiney                    |
| Turquia              | Meltem Ersan Yazgan            |
| Ucrânia              | Katya Osadchaya                |

## Artistas repetentes
| País (2007)        | Foto                      | Artista          | Ano(s) Anterior(es)                 | País Representado | Canção                                           | Tradução                | Pontuação | Classificação |
| ------------------ | ------------------------- | ---------------- | ----------------------------------- | ----------------- | ------------------------------------------------ | ----------------------- | --------- | ------------- |
| Islândia           | Eiríkur Hauksson em 2007. | Eiríkur Hauksson | ESC 1986 (como parte dos ICY)       | Islândia          | "Gleðibankinn"                                   | O banco da brincadeira  | 19        | 16º           |
| Islândia           | Eiríkur Hauksson em 2007. | Eiríkur Hauksson | ESC 1991 (como parte dos Jus 4 Fun) | Noruega           | "Mrs. Thompson"                                  | Mrs. Thompson           | 14        | 17º           |
| Países Baixos      | Edsilia Rombley em 2009.  | Edsilia Rombley  | ESC 1998                            | Países Baixos     | "Hemel en aarde"                                 | Paraíso e Terra         | 150       | 4º            |
| Chipre             | Evridiki em 2007.         | Evridiki         | ESC 1992                            | Chipre            | "Teriazoume" (Ταιριάζουμε)                       | Nós demo-lhes para fora | 57        | 11º           |
| Chipre             | Evridiki em 2007.         | Evridiki         | ESC 1994                            | Chipre            | "Eimai Anthropos Ki Ego" (Είμαι άνθρωπος κι εγώ) | Também sou uma pessoa   | 51        | 11º           |
| Macedónia do Norte | Karolina Gočeva em 2007.  | Karolina Gočeva  | ESC 2002                            | Grécia            | "Od nas zavisi" (Од нас зависи)                  | Depende de nós          | 25        | 19º           |

### Notícias (oficial)
- «Site Oficial do Festival Eurovisão da Canção»
- «Site Oikotimes, noticias sobre a Eurovisão, o mais lido em Portugal»
- «Site EscToday, noticias sobre a eurovisão»
- «Site Português, noticias sobre a eurovisão» Arquivado em 28 de maio de  2009, no Wayback Machine.
- «Esctime, noticias sobre o tema»
- «Noticias do festival pelo site Eurovisionary» Arquivado em 30 de junho de  2009, no Wayback Machine.